# София Филипиду
София Филипиду (на гръцки: Σοφία Φιλιππίδου) е гръцка актриса, режисьорка и сценаристка, работила както в киното, така и в телевизията.

## Биография
Родена е на 21 октомври 1948 година в македонския град Солун, Гърция. Учи театър в Драматичното училище на Държавната консерватория в Солун и немска филология в Солунския университет. Прави едногодишна следдипломна квалификация в Драматургичния отдел на Философското училище на Солунския университет при театролога Никифорос Папандреу.
Осем години работи като преподавателка по немски език в Солунския технологичен образователен институт „Александър“, като паралелно се занимава с театър. Членка е на Театралната работилница „Изкуство“ (1972 - 1979) и на Експерименталната сцена „Изкуство“ (1980 - 1985). Първата ѝ поява на сцена е в 1972 година в ролята на Марианти във „Фауст“ на Бост. В 1985 година се установява в Атина и играе в класически произведения и музикални постановки в големите театри в града. В 1997 година поставя същата пиеса („Фауст“) на Новата сцена на Националния театър. През лятото на същата година играе в друга постановка „Фауст“ в театър „Смарула“, режисиррана от Йоанис Бостадзоглу.
От януари 2013 година списва собствена колонка във вестник „Елевтеротипия“ всяка събота в продължение на две години. Работи в радиото и телевизията.
В 2015 година издава книгата „С една стълба до луната“ (Με µια σκάλα στο φεγγάρι).